# Mikado Glacier
Mikado Glacier är en glaciär i Antarktis. Den ligger i Västantarktis. Argentina, Chile och Storbritannien gör anspråk på området. Mikado Glacier ligger 737 meter över havet.
Terrängen runt Mikado Glacier är huvudsakligen kuperad, men söderut är den bergig. Trakten är obefolkad. Det finns inga samhällen i närheten.